# Compromitterende straling
Compromitterende straling is de elektromagnetische straling uitgezonden door een elektronisch apparaat waarbij deze straling onbedoeld informatie bevat die wordt verwerkt door het apparaat. Wanneer een elektronisch apparaat aanstaat kan de elektronische straling van het apparaat worden opgevangen. Uit deze opgevangen straling kan eventueel informatie worden verkregen of worden afgeleid. Compromitterende straling kan met eenvoudige middelen in de directe nabijheid van het desbetreffende apparaat worden opgevangen. Met geavanceerde apparatuur kan compromitterende straling soms echter al vanaf tientallen meters afstand worden opgevangen. Hoewel dit geen probleem is bij dagelijkse consumenten elektronica en toepassingen, kan het een serieus probleem zijn als met de desbetreffende elektronische apparatuur vertrouwelijke of geclassificeerde informatie wordt verwerkt.
Volgens de Commissie onderzoek elektronisch stemmen in het stemlokaal is bij een aanraakscherm compromitterende straling moeilijker tegen te gaan.